# Verily Life Sciences
Verily Life Sciences LLC è un'azienda statunitense del gruppo Alphabet, dedicata sullo studio delle scienze della vita.
Denominata in origine Google Life Sciences, l'organizzazione era una divisione di Google X fino al 10 agosto 2015, quando Sergey Brin ha annunciato la riorganizzazione aziendale. Il processo di ristrutturazione si è completato il 2 ottobre e il 7 dicembre 2015 è stata quindi rinominata in Verily Life Sciences, o più semplicemente Verily.
Il 9 settembre 2014, la divisione acquisì Lift Labs, creatrice di Liftware.

## Progetti
- Lenti a contatto che permettono a persone con diabete di tenere costantemente sotto controllo i livelli di glucosio[5]
- Un cucchiaio per persone con tremori.[6]
- La Baseline Study, un progetto per raccogliere informazioni molecolari da abbastanza persone per creare un quadro di come la salute umana dovrebbe essere[7]
- Una piattaforma di nanoparticelle rilevatrici di malattie[8]
- Un polsino per il tracciamento di parametri salutari[9]